# ريتشارد كارلتون
ريتشارد كارلتون (بالإنجليزية: Richard Carleton)‏ هو صحفي أسترالي، ولد في 11 يوليو 1943 في Bowral ‏ في أستراليا، وتوفي في 7 مايو 2006 في Beaconsfield, Tasmania ‏ في أستراليا بسبب نوبة قلبية.